# Tipula clavaria
Tipula clavaria är en tvåvingeart som beskrevs av Alexander 1946. Tipula clavaria ingår i släktet Tipula och familjen storharkrankar.
Artens utbredningsområde är Peru. Inga underarter finns listade i Catalogue of Life.